# La caja de cartón
La caja de cartón es uno de los 56 relatos cortos sobre Sherlock Holmes escrito por Arthur Conan Doyle. Fue publicado originalmente en enero de 1893 en The Strand Magazine y un año más tarde en Memorias de Sherlock Holmes. Sin embargo, el revuelo que causó su publicación, por el tratamiento que da a las relaciones extramaritales y a la venganza, hizo que desapareciese de sucesivas ediciones de Memorias. Pasados unos años, en 1917, apareció de nuevo en Su última reverencia, que es donde ha quedado encuadrado definitivamente.

## Argumento

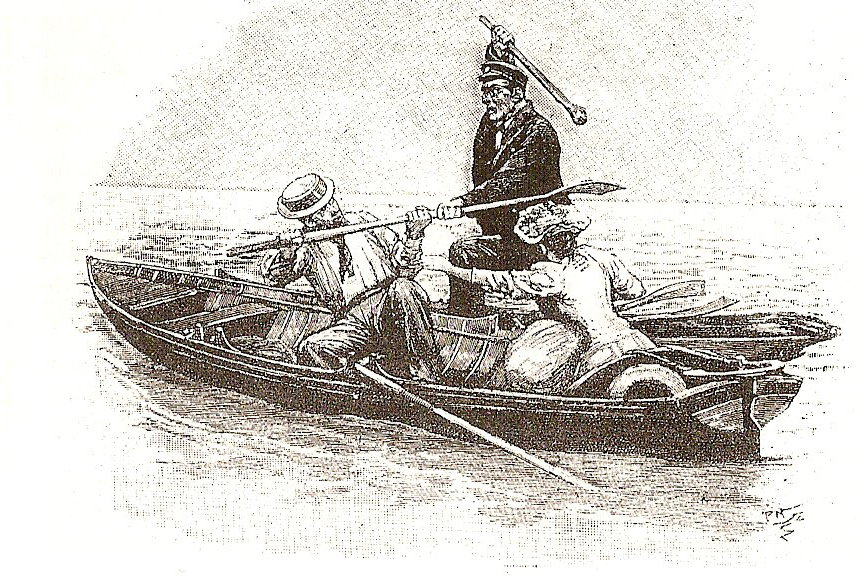
Ilustración de "La aventura de la caja de cartón", que apareció en The Strand Magazine en enero de 1893.

En una breve introducción, Conan Doyle, de la mano de Watson, nos dice que resulta imposible separar lo sensacional de lo delictivo. En beneficio de la amenidad "el cronista se ve en el dilema de sacrificar detalles que resultan esenciales en su relato, dando de ese modo una impresión falsa del problema".
A continuación Watson nos traslada a un día de calor abrasador de un agosto de finales de la década de 1880. Llega el inspector Lestrade, al que Watson describe como "tan marrullero, tan regordete y tan hurón como siempre". El nudo del relato lo forma una caja de cartón que contiene dos orejas humanas y que ha recibido cierta venerable señorita. Holmes resolverá el problema con eficacia y, una vez más, los celos y el resentimiento aparecerán como los verdaderos culpables del doble asesinato mezclado de adulterio, violencia y lágrimas, que suponen la perdición del pobre Jim Browner.
Como detalle anecdótico, Watson cuenta cómo Holmes había adquirido su Stradivarius -valorado en quinientas guineas- a un cambalachero judío de Tottenham Court Road, por solo cincuenta y cinco chelines.